# Nordkoreas ekonomi

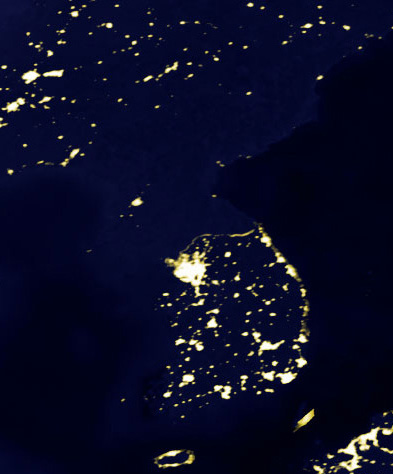
En satellitbild som illustrerar de stora elektricitetsskillnaderna mellan Nordkorea och dess grannländer.

Nordkoreas ekonomi är en av världens mest centralstyrda och isolerade ekonomier. Juche-politiken innebär att nordkoreanerna ska klara sig på egen hand. Statligt ägda industrier producerar nästan allt i landet, och regeringen har fokuserat in industrin på tung och militär tillverkning på bekostnad av konsumentprodukter. Det nordkoreanska statligt ägda flygbolaget heter Air Koryo. 
Den traditionella statliga industrin baseras i huvudsak på förädling av inhemska produkter, såsom textilier, mineraler och jordbruksprodukter. De senaste åren har ett intensivt industriell utbyte med Kina och Sydkorea lett till att moderna fabriker byggts. Industriparken i Kaesong, där sydkoreanska företag byggt fabriker som försörjs av energi och råvaror från Sydkorea och arbetskraft från Nordkorea, anställde 2007 15 000 nordkoreanska arbetare och planerades för att 2012 anställa 500 000.

## Historia
Centralstyrning efter sovjetisk förebild etablerades i Nordkorea redan under slutet av 1940-talet. Böndernas irritation över att partifunktionärerna försökte undervisa dem i marxistisk filosofi, ledde 1960 till införandet av Ch'ŏngsan-ni-metoden, där partifunktionärerna uppmanas göra besök på fälten och ge praktiska tips, hellre än politisk teori. Inom industrin infördes i december 1961 det så kallade Taean-systemet, en hierarki av kommittéer där fabrikschefen delar kommandot med en partisekreterare.[källa behövs]
Ekonomin byggdes upp efter vapenstilleståndet 1953 som en självförsörjande planekonomi med hjälp av sovjetiskt och kinesiskt bistånd. Tekniskt sett är den mesta utrustningen i fabrikerna maskiner som stammar från Sovjetunionen byggda på 1970-talet.
I mars 1984 minskades centralstyrningen inom tillverkningsindustrin genom att fabrikschefer gavs ett visst självbestämmande inom ramen för centralt fastställda produktionskvoter. Efter ett studiebesök i en fabrik den 3 augusti 1984, uppmuntrades tillverkningen av konsumentprodukter baserade på lokala råvaror. Den så kallade 3 augusti-rörelsen har lett till att fabriker har öppnat lokala butiker för att få avsättning för sina konsumentprodukter. Bakom båda dessa reformer låg Kim Jong-il, medan hans far ännu satt vid makten. [källa behövs]
Efter Sovjetunionens upplösning 1991 förlorade landet en av sina viktigaste kunder för sin export och sin viktigaste biståndsgivare vilket ledde till en djup ekonomisk nedgång som var som värst vid slutet av 1990-talet. Så många som två miljoner beräknas ha dött av svält fram till 2001. Landet var i början av 00-talet beroende av mat från utlandet, men enligt rapporter har denna inte alltid delats ut till de mest behövande.
När Sovjetunionen upplöstes på juldagen 1991 och det ekonomiska understödet därifrån upphörde i början av 1990-talet drabbades Nordkorea lika hårt som Kuba, Etiopien och andra sovjetunderstödda stater.[källa behövs] En ständig svår energikris råder sedan Sovjetunionens fall och Nordkorea förlorade möjligheten att importera kol och olja därifrån till subventionerade priser. Kina förser än idag[när?] Nordkorea med subventionerad olja, men i betydligt mindre kvantiteter än vad Sovjetunionen gjorde. Huvuddelen av Nordkoreas energi kommer från vattenkraft, men återkommande översvämningar har skadat många vattenkraftverk. Den nordkoreanska kolgruveindustrin har haft en avtagande produktion sedan slutet av 1980-talet. Brist på elektricitet och föråldrad utrustning ledde till en negativ produktivitetsutveckling under 1990-talet.[källa behövs]
Nordkoreas grundare Kim Il-sung dog 8 juli 1994 och därefter upphörde staten att gratis distribuera mat till folket, vilket ledde till omfattande svält. Allt sedan dess har omvärlden frågat sig om inte Nordkorea måste börja reformera sitt näringsliv på samma sätt som Kina, efter Mao Zedongs död 1976, gjorde under Deng Xiaoping, och som Vietnam gjort med Doi moi-politiken sedan 1986. Några verkningsfulla reformer har emellertid hittills inte visat sig.[källa behövs]
År 1995, året efter Kim Il-sungs död, infördes principen om "militären först" (sŏn'gun), som ger krigsmakten generellt företräde till ekonomiska resurser.[källa behövs]
Sedan 1999 har Nordkoreas ekonomi vuxit stadigt. Men 2006 drabbades landet återigen av svåra översvämningar, samtidigt som utrikeshandeln drabbades i efterspelet av landets kärnvapenprov, vilket resulterade i en 1,1 % negativ tillväxt. Den 3 oktober 2001 presenterade Kim Jong-il ett reformprogram, som sattes i verket 1 juli 2002. Under planeringsstadiet kallades detta 3 oktober-reformen, men senare 1 juli-reformen. Ekonomin minskade under 2010 men de följande 4 åren växte ekonomin långsamt. Enligt uppskattningar från Sydkoreas centralbank växte Nordkoreas ekonomi med 1 % under 2014. Ökningen tros främst bero på ökad aktivitet inom service och byggnad.
Under juli 2012 rapporterades om en planerad reform för näringslivet, främst jordbruket, kallad "28 juni-reformen", som skulle träda i kraft i 1 oktober och innebära att stora kollektivjordbruk (10–25 hushåll) delas i mindre enheter (3–4 hushåll) och ges ett ökat resultatansvar, där staten köper en förutbestämd del av skörden till marknadspris, med avdrag för kostnader för utsäde, markarrende med mera, och kollektivet får behålla resten. Det är det första försöket till ekonomisk reform sedan Kim Jong-un tog över ledarskapet.
Kritiker har invänt att även om statligt uppköp av skörden till marknadspris låter bra, så kan staten fortfarande bestämma kostnaden för utsäde och arrende helt godtyckligt. Det är också oklart hur reformen ska finansieras, om den uppköpta spannmålen ska säljas subventionerat till konsumenter. Analytiker menar att syftet med reformen snarare är att stärka ledargarnityrets makt, än att förbättra levnadsvillkoren för Nordkoreas befolkning. Vice premiärminister Roh Du Cheol tros ligga bakom reformförslaget. Han låg också bakom den ekonomiska reformen 1 juli 2002. Som pilotprojekt började jordbruksreformen genomföras i tre län (Taehongdan, Kimhyŏngjik, Kimjŏngsuk) i provinsen Ryanggang.

## Näringsliv

### Energi och råvaror
I de nordkoreanska bergen finns många småskaliga vattenkraftverk som till viss del bidrar till energiförsörjningen liksom även lättvattenreaktorn i Yongbyon, det vill säga kärnkraftsanläggningen där. Elnätet är slitet och landet plågas av kronisk energibrist.
Nordkorea har mycket stora tillgångar till kol, järnmalm, kalksten, magnesit och scheelit. Dessutom har de även rika tillgångar på koppar, guld, zink, nickel och sällsynta jordartsmetaller som molybden, vilka till stor del utvinns genom kinesiska företag. Det finns också stora tillgångar av antracit, som är en viktig råvara i produktionen av syntetfibern vinalon.

### Jordbruk
Jordbruket har långsamt förbättrats under senare år, men är fortfarande mycket ineffektivt. Brist på gödsel, återkommande naturkatastrofer och lokala förhållanden – liten odlingsbar yta (21,8 % av landets areal) och kort odlingssäsong har begränsat landets produktion av spannmål till omkring en miljon ton mindre än vad som krävs även enligt de lägsta internationella standarderna. 
En miljöekonomisk katastrof som inträffat under 1990-talet är den omfattande erosionen som slitit med sig mycket värdefull jordbruksmark och förvärrat jordbrukets situation ytterligare, orsakat främst av översvämningar och torka, men också av skogsskövling för att få tag i exporterbart ädelträ och att den jordbindande vegetationen ersatts av odlingar längs med bergssidor. Sedan 2005 bedriver Nordkorea ett projekt tillsammans med FN:s jordbruksorgan FAO för att återplantera skog och skapa avledningar för Taedongfloden i syfte att stoppa jorderosionen.

### Turism
Nordkorea beskrivs som ett av världens mest slutna länder, och därmed har möjligheterna att resa dit varit begränsade i en historisk kontext. På senare år har landets ledning i allt högre grad öppnat upp för att locka turister och det faktum att landet har varit så isolerat och annorlunda har lockat människor från västerländska länder. Turister kan inte röra sig fritt i landet utan måste beledsagas av guider.

## Handel
Den 20 maj 2007 återupptog man för första gången sedan Koreakriget reguljära kommersiella fartygsförbindelser med Sydkorea. Enligt planerna ska tre lastfartyg i månaden frakta varor mellan Raijin i Nordkorea och Busan i Sydkorea.
12 december 2007 återupptog man reguljära tågförbindelser mellan Nord- och Sydkorea för första gången sedan 1951. Inledningsvis kommer tågen att gå från Dorasan till Panmun och föra byggnadsmaterial från Sydkorea till Nordkorea och färdiga produkter tillbaka till Sydkorea.
Under 2011 uppgick handeln mellan Kina och Nordkorea till 5,63 miljarder amerikanska dollar, enligt sydkoreanska uppskattningar. Det är nästan tre gånger mer än under 2007, då värdet var 1,98 miljarder. Av Nordkoreas utrikeshandel utgjorde Kina 67 procent (2007), men andelen steg till 73 procent (2008), 83 procent (2010) och 89 procent (2011). Nordkoreas export utgörs huvudsakligen av stenkol och järnmalm.
|                                             | 2007 | 2008 | 2009 | 2010 | 2011 |
| ------------------------------------------- | ---- | ---- | ---- | ---- | ---- |
| Nordkoreas export till Kina (miljarder US$) | 0,58 |      |      |      | 2,46 |
| Nordkoreas import från Kina (miljarder US$) | 1,39 |      |      |      | 3,17 |
| Handel med Kina (miljarder US$)             | 1,98 |      |      |      | 5,63 |
| Kinas andel av Nordkoreas utrikeshandel     | 67 % | 73 % |      | 83 % | 89 % |